# Yvan Quentin
Yvan Quentin (Collombey-Muraz, Suiza, 2 de mayo de 1970) y es un ex-futbolista suizo. Se desempeñó como defensa y militó en diversos clubes de su país. Ha sido internacional con la Selección de fútbol de Suiza, participando en una Copa del Mundo FIFA y en una Eurocopa.

## Clubes
| Club            | País  | Año         | Partidos | Goles |
| FC Sion         | Suiza | 1990 - 1998 | 198      | 5     |
| Neuchâtel Xamax | Suiza | 1998 - 1999 | 13       | 0     |
| FC Zürich       | Suiza | 1999 - 2003 | 121      | 2     |
| FC Sion         | Suiza | 2003 - 2004 | 0        | 0     |

## Selección nacional
Fue miembro de la selección de fútbol de Suiza, con la cual jugó 41 partidos internacionales y no anotó goles. Participó con su selección en una sola Copa Mundial: la de Estados Unidos en 1994, donde su equipo fue eliminado en octavos de final, a manos de su similar de España. También participó con su selección, en la Eurocopa de Inglaterra 1996, donde su selección quedó eliminado en la primera fase, siendo último en su grupo (grupo en que compartió con el anfitrión Inglaterra).

### Participaciones en Copas del Mundo
| Mundial                        | Sede           | Resultado        |
| ------------------------------ | -------------- | ---------------- |
| Copa Mundial de Fútbol de 1994 | Estados Unidos | Octavos de final |